# Oligoaeschna foliacea
Oligoaeschna foliacea är en trollsländeart som beskrevs av Maurits Anne Lieftinck 1968. Oligoaeschna foliacea ingår i släktet Oligoaeschna och familjen mosaiktrollsländor. Inga underarter finns listade i Catalogue of Life.